# 9서당
구서당(九誓幢)은 통일신라의 수도인 서라벌에 주둔하면서 수도의 방어와 치안을 담당하던 9개의 수도방비군을 가리킨다.

## 개요
서당의 ‘서(誓)’는 ‘맹세하다’는 의미를 가지며 ‘당(幢)’은 군대를 가리킨다. 신라의 군사 체계인 서당(誓幢)은 진평왕(眞平大王) 5년(583년)에 처음 설치되었으며, 기존의 육정(六停)과는 달리 귀족 출신 무장들의 모병적 성격을 띠고 있었다. 서당은 진평왕 35년(613년)에 녹금서당(綠衿誓幢)으로 이름이 바뀌었고, 이후 693년(신라 효소왕 2년)에 장창당(長槍幢)을 비금서당(緋衿誓幢)으로 개칭하면서 비로소 9서당이 완성되었다. 이후 신라의 시위부(侍衛府)가 왕궁 수비를 맡고, 9서당이 수도의 방어와 치안을 맡으면서 신라의 최전성기를 이끄는 원동력이 되었다.
9서당에 속한 군대들은 옷깃의 색깔로 구별했는데, 녹금서당(綠衿誓幢)은 녹자(綠紫)색, 자금서당(紫衿誓幢)은 자록(紫綠)색, 백금서당(白衿誓幢)은 백청(白靑)색, 황금서당(黃衿誓幢)은 황적(黃赤)색, 흑금서당(黑衿誓幢)은 흑적(黑赤)색, 벽금서당(碧衿誓幢)은 벽황(碧黃)색, 적금서당(赤衿誓幢)은 적흑(赤黑)색, 청금서당(靑衿誓幢)은 청백(靑白)색 옷깃을 착용했다. 다만 비금서당(緋衿誓幢)의 옷깃 색은 전해지지 않는다. 9서당은 보병과 기병의 혼합부대로, 사령관인 장군 이하 다수의 군관들이 배치되었다.
9서당의 가장 큰 특징은 삼국통일로 새로 편입된 고구려와 백제, 말갈인을 받아들여 부대를 구성했다는 점이다. 즉 신라인으로 구성된 3개 부대 외에도, 고구려인과 그 유민이 세운 보덕국의 보덕인 3개 부대, 백제인 2개 부대, 동예(東濊) 세력으로 추정되는 말갈인 1개 부대가 편성되었다. 이처럼 국왕 직속부대인 9서당 중 6개를 피정복민으로 구성한 것은 고구려와 백제의 피정복민을 포용하기 위해서로 추정되며, 당시의 시대적 과제였던 민족 융합에도 크게 기여했다.

## 구성
| 서당 이름          | 구성원   | 설치 연도          | 금의 색깔      | 참고                                                          |
| ------------------ | -------- | ------------------ | -------------- | ------------------------------------------------------------- |
| 녹금서당(綠衿誓幢) | 신라인   | 진평왕 35년(613년) | 녹자색(綠紫色) | 진평왕 5년(583년)에 설치된 서당을 개칭함. 일명 녹금당(綠衿幢) |
| 백금서당(白衿誓幢) | 백제인   | 문무왕 12년(672년) | 백청색(白靑色) |                                                               |
| 자금서당(紫衿誓幢) | 신라인   | 문무왕 17년(677년) | 자록색(紫綠色) | 진평왕 47년(625년)에 설치되었던 낭당(郎幢)을 개칭한 것이다.   |
| 황금서당(黃衿誓幢) | 고구려인 | 신문왕 3년(683년)  | 황적색(黃赤色) |                                                               |
| 흑금서당(黑衿誓幢) | 말갈인   | 신문왕 3년(683년)  | 흑적색(黑赤色) |                                                               |
| 벽금서당(碧衿誓幢) | 보덕인   | 신문왕 6년(686년)  | 벽황색(碧黃色) | 보덕국 멸망(684년) 2년 뒤에 편성되었다.                       |
| 적금서당(赤衿誓幢) | 보덕인   | 신문왕 6년(686년)  | 적흑색(赤黑色) | 보덕국 멸망(684년) 2년 뒤에 편성되었다.                       |
| 청금서당(靑衿誓幢) | 백제인   | 신문왕 7년(687년)  | 청백색(靑白色) |                                                               |
| 비금서당(緋衿誓幢) | 신라인   | 효소왕 2년(693년)  | 미상           | 문무왕 12년(672년)에 설치되었던 장창당(長槍幢)을 개칭.        |

## 참고 문헌
- 한국인물사연구원 편저 《필수역사용어해설사전》 도서출판 타오름, 2014년
- 우리역사넷 - 9서당
- 한국민족문화대백과사전 - 구서당(九誓幢)

## 같이 보기
- 10정